# VTEC
Le VTEC, pour Variable valve Timing and lift Electronic Control (contrôle électronique progressif de calage et d'ouverture des soupapes) est un système de distribution variable pour les moteurs à combustion, conçu par un ingénieur de la firme japonaise Honda, Kenichi Nagahiro. Ce système permet d'optimiser le temps d'ouverture des soupapes pour des régimes moteur différents, afin de délivrer le maximum de puissance.

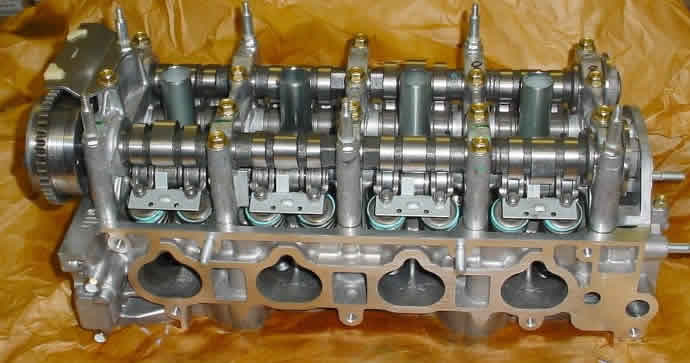
Le système i-VTEC du moteur Honda K20Z3.

## Description

### DOHC VTEC
DOHC, pour Double OverHead Camshaft, soit double arbre à cames en tête. 
Le système VTEC procure beaucoup de puissance à haut régime tout en conservant la puissance et le couple à bas régime. Sur le moteur VTEC 1.6 (B16A2) développant 160 ch et 150 N m de couple, 90 % de ce couple (soit 135 N m) sont disponibles dès 2 100 tr/min et ce jusqu'à 8 000 tr/min.
Le système VTEC fait varier la distribution et la levée des quatre soupapes par cylindre à l'aide d'arbres à cames présentant des profils différents. Le moteur DOHC VTEC comprend trois cames par couple de soupapes (trois pour l'admission et trois pour l'échappement).

### SOHC VTEC
Le SOHC (Single OverHead Camshaft : simple arbre à cames en tête) apparu en 1992 sur le moteur 1,6 L de la Civic Esi, offre une puissance de 125 ch à 6 500 tr/min et un couple de 142 N m à 5 200 tr/min. Comme le DOHC VTEC, il délivre 90 % de son couple (soit 127 N m) entre 2 000 et 6 600 tr/min.
Sur ce moteur, la levée et la distribution variable ne sont effectuées qu'à l'admission. L'arbre à cames est muni de cinq cames par cylindre. Deux culbuteurs et trois basculeurs transmettent les sollicitations aux deux soupapes d'admission.

### VTEC-E
Ce système permet au moteur seize soupapes de fonctionner avec seulement trois soupapes par cylindre (deux soupapes d’échappement et une d'admission) à bas et moyen régime afin de fournir un meilleur couple moteur. Lorsque le moteur tourne à haut régime, le système VTEC active l'utilisation d'une seconde soupape d'admission pour chaque cylindre de façon à fournir la puissance d'un moteur à quatre soupapes par cylindre. Le mélange air-essence est modifié en fonction de ces modes de fonctionnement.
Le VTEC-E se décline en deux configurations :
1. Type EG4 : Civic de 1992 à 1995 ;
2. Type EK3 : Civic de 1996 à 2000.

Ce dernier (VTEC-E des EK3) est également appelé « VTEC 3 » car il est la troisième évolution du SOHC VTEC et qu'il fonctionne en trois phases.
Fonctionnement du type EG4 :
- 0 à 4 500 tr/min : une soupape semi-ouverte à l'admission ;
- 4 500 à « zone rupteur » : deux soupapes ouvertes normalement à l'admission.

Fonctionnement du type EK3 (ou VTEC 3) :
- 0 à 2 500 tr/min : une soupape très faiblement ouverte et une soupape semi-ouverte à l'admission (phase supplémentaire spécifique au VTEC 3) ;
- 2 500 à 4 500 tr/min : deux soupapes semi-ouvertes à l'admission ;
- 4 500 à rupteur : deux soupapes ouvertes normalement à l'admission.

Dans le cas des moteurs SOHC VTEC (et donc VTEC-E) les soupapes à l'échappement n'ont pas de variation. Elles s'ouvrent et se ferment « normalement ».

### Autres
Il existe d'autres versions, dont :
- l'i-VTEC qui utilise également la technologie VTC ;
- l'Hyper-VTEC : un rail commun achemine l’huile moteur vers une des deux soupapes d’admission et d’échappement de chaque cylindre. L’huile sert de lien entre le culbuteur et la soupape. L’arrivée d’huile peut être appliquée ou retirée selon la demande du pcm.

Effet : en usage normal, le véhicule fonctionne avec deux soupapes par cylindre à bas régime et passe à quatre soupapes par cylindre à haut régime. Il y a une économie de carburant de 6,6 %.
Utilisé pour la première fois sur la Honda CB 400 Super Four (en).

## Technique
Les deux soupapes VTEC ont une queue de soupape en deux parties, reliées entre elles par une chambre remplie d'huile. Un piston permet d'augmenter ou de diminuer la pression dans cette chambre.
- Si la pression est faible, l'impulsion donnée par l'arbre à came n'est pas transmise à la soupape. La soupape reste fermée en permanence. Ce fonctionnement peut être progressif (ouverture variable).
- Si la pression est forte, La soupape se comporte comme une soupape « normale », en une seule pièce. La soupape s'ouvre comme les autres.

### DOHC VTEC
À bas et moyen régime, le moteur fonctionne sur les cames extérieures, ces deux cames étant différentes, afin d'imiter le comportement d'un deux soupapes par cylindre, en créant des turbulences pour améliorer la combustion. À haut régime, il fonctionne sur la came intermédiaire (milieu). Celle-ci est dite « plus pointue » car le temps d'ouverture et la levée sont plus importants. La levée des cames se fait par l'intermédiaire de basculeurs.
L'enclenchement du VTEC dépend de quatre facteurs :
1. Le régime et la charge du moteur ;
2. La vitesse du véhicule ; le système ne se déclenchant pas à basse vitesse, pour que la puissance soit transmise au sol ;
3. La température du liquide de refroidissement ; le système ne fonctionne pas tant que la température n'est pas optimale, afin de limiter l'usure (65 °C en moyenne).
4. La pression d'huile.

Un coulisseau d'arrêt en deux parties se trouve dans les basculeurs. Un ressort et une butée maintiennent le coulisseau au repos. Dans cette position, les trois basculeurs sont libres.
En dessous de 5 500 tr/min, les soupapes ne fonctionnent qu'avec leurs cames respectives alors que la troisième suit le mouvement.
Entre 5 500 et 6 000 tr/min (suivant la charge), et si les facteurs concordent, un signal électrique commande l'électrovanne, ce qui permet à la pression d'huile d'actionner le coulisseau. La pression d'huile est supérieure à l'effort du ressort. Le coulisseau solidarise les trois basculeurs et c'est la came intermédiaire qui entre en jeu. Si une défaillance venait à se produire au niveau de l'un des composants du système VTEC, le calculateur passerait automatiquement en programme de secours. Ce programme n'utilise que les cames extérieures.

### SOHC VTEC
Les facteurs commandant l'enclenchement du VTEC sont les mêmes que pour le moteur DOHC VTEC :
1. Le régime et charge du moteur ;
2. La vitesse du véhicule ;
3. La température du liquide de refroidissement.

Comme sur le DOHC VTEC, à bas régime le moteur fonctionne sur les cames extérieures. Cela favorise entre autres l'économie de carburant. À haut régime, les trois culbuteurs se solidarisent et les soupapes d'admission fonctionnent sur la came intermédiaire.

## Apparition
Le système VTEC a été introduit par le constructeur Honda dans sa gamme de motos en 1999, sur la CB 400 Super Four. Il a été utilisé auparavant sur certains modèles d'automobiles dont les CRX et les Integra. À partir de 2002, la série de leurs voitures disposent également de ce système.
Le premier moteur VTEC de série est le C30A (de 3 L, 280 ch) qui animait la NSX dès 1989. Le premier moteur VTEC populaire est le B16A1 (1,6 L, 150 ch), monté dans les Civic VT-I (EE9) et CRX VT-I (EE8) en 1990. Il sera suivi du B16A2 équipant les deux générations suivantes de Civic (EG6, EG9 et EK4) et CRX (EG2), de 1992 à 2000, et qui sera l'un des premiers moteurs atmosphériques de série à posséder un tel rendement de 160 ch pour 1,6 L, soit 100 ch/L (avec le 4G92 MIVEC de Mitsubishi qui développent lui 173 ch pour 1,6 L sur la Mirage Cyborg R).
Dans le même temps nait le H22A (2,2 L, 185 ch) qui équipera les Prelude VTi (BB1, BB6 et BB8). Une version Type S de la Prelude accueillera une version 220 ch de ce H22. L'Accord Type R sera également équipée en 1998 du H22A7 de 212 ch.
Le moteur B16B de la Civic Type R (1,6 L, 185 ch), de près de 116 ch/L, sorti en 1997 au Japon, battra le record de l'époque de puissance au litre pour un moteur de grande série.
Honda sortira ensuite la S2000 avec le moteur F20C (2 L, 240 ch), soit 120 ch/L et 250 ch au Japon, soit 125 ch/L.
Une évolution de ce F20C sera vendu au Japon avec 250 ch, soit 125 ch/L, ce qui constituait à ce moment-là le record de puissance au litre pour un moteur atmosphérique de grande série jusqu'à ce que le V8 de la Ferrari 458 Italia atteigne 127 ch/L.